# Hindoeïstische mythologie

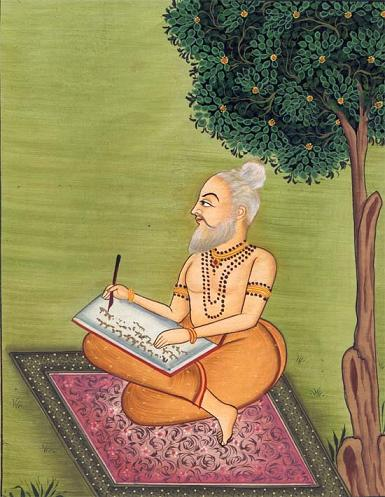
Valmiki schrijft de Ramayana

Hindoeïstische mythologie bestaat uit de mythen, verhalen en sagen die in het hindoeïsme voorkomen. Vele van de verhalen en mythen zijn vaak duizenden jaren oud. Voor de gelovigen zelf betreft het geen mythen, maar traditionele overlevering. De belangrijkste geschriften zijn de Ramayana, Mahabharata en de 18-delige purana's.

## Vedische mythologie
De wortels van de mythologie die ontstaan is in het klassiek hindoeïsme stammen uit de tijd van de vedische cultuur en de oude vedische religie. De figuren die samen met de filosofische concepten en de verhalen deel uitmaken van de oude vedische mythen zijn onlosmakelijk verbonden met het geloof van de hindoe.

## Cyclussen
De epen spelen zich af in verschillende yuga's (epochen) of tijdsperioden in de hindoemythologie. De Ramayana, geschreven door de dichter Valmiki, beschrijft het leven en de tijd van heer Rama (de zevende avatar van heer Vishnoe) en speelt zich af in het satya yuga.
Het Mahabharatha beschrijft het leven en de tijd van de Pandava's en vindt plaats in het dwapara yuga, een periode die met heer Krishna (achtste avatar van heer Vishnoe) wordt geassocieerd.

## Kosmogonie

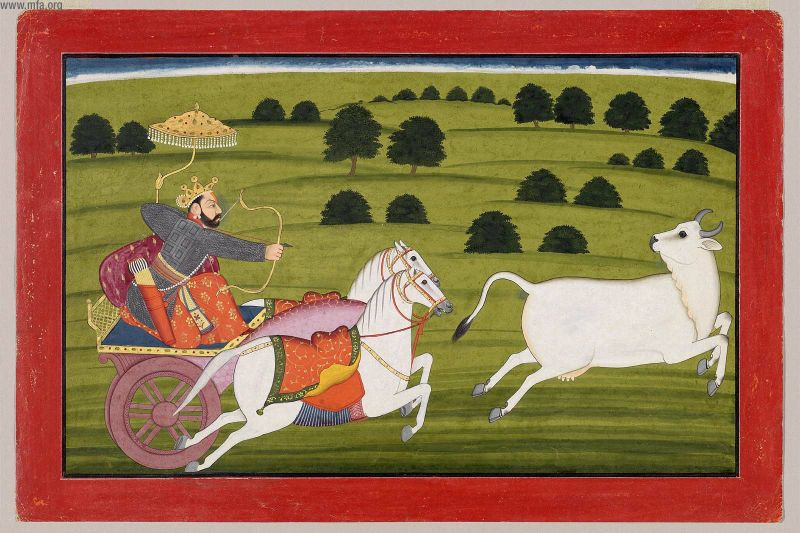
Prithu jaagt op Prithvi, hier in de vorm van een koe

De hindoemythologie bevat, zoals veel andere mythologieën, meerdere verhalen over het ontstaan van de kosmos. Het populairste is de visie van de Hiranyagarbha (gouden baarmoeder of gouden omhulsel). Hiranyagarbha dreef in het oerwater in de leegte en de duisternis van het niets. Dit gouden ei splitste zich en daarmee ontstond de kosmos. Svarga dook op uit het bovenste gedeelte van Hiranyagarbha, en Prithvi uit het zilverkleurig onderste gedeelte.

## Goden, godinnen en heiligen
De Waarheid (tattva) kent in het hindoeïsme drie aspecten. Het onpersoonlijk goddelijke Brahman, de overal aanwezige Opperziel  Paramatma en de persoonlijk God, Bhagavan. Deze drie aspecten vormen de hindoeïstische drie-eenheid. De goden en godinnen zijn emanaties van Bhagavan of van Zijn vrouwelijke Wederhelft Shakti.